# Просецька долина
Просецька долина (Prosiecka dolina) — природний заповідник в Словаччині; розташовується в окрузі Ліптовський Мікулаш — біля села Просіек. Охоронна територія заснована 1967 року; займає 3,42 км². Протікає потік Просічанка.